# Hemithea iosoma
Hemithea iosoma là một loài bướm đêm trong họ Geometridae.